# بيتشر مور
بيتشر مور (بالإنجليزية: Beecher Moore)‏ هو مهندس ومهندس معماري أمريكي، ولد في 16 سبتمبر 1908 في روتشستر في الولايات المتحدة، وتوفي في 10 نوفمبر 1996 في لندن في المملكة المتحدة.